# Patrick Brosnan
Patrick Brosnan (* 1968 in Philadelphia) ist ein US-amerikanischer Mathematiker.
Brosnan wuchs in Corpus Christi in Texas auf, erhielt 1991 seinen Bachelor-Abschluss in Mathematik an der Princeton University und wurde 1998 an der University of Chicago bei Spencer Bloch promoviert (Topics in Algebraic Geometry : An Algebraic Napier-Ramachandran Theorem and Steenrod Operations on Chow Groups). Er war an der Northwestern University, am Max-Planck-Institut für Mathematik in Bonn, an der University of California, Irvine, an der University of California, Los Angeles, der State University of New York at Buffalo und am Institute for Advanced Study in Princeton. bevor er Professor an der University of British Columbia wurde. Er ist Professor an der University of Maryland.
Brosnan befasst sich mit algebraischer Geometrie, Motiven, algebraischen Zyklen, Hodge-Theorie, algebraischen Gruppen, algebraischer Kombinatorik, analytischer Zahlentheorie und mathematischer Physik.
Er ist vor allem bekannt für die Widerlegung der Spanning-Tree-Vermutung von Maxim Kontsevich (1997) im Jahr 2003 mit Prakash Belkale. Sie betrifft die zahlentheoretischen Eigenschaften von Feynmangraphen einer einfachen Modelltheorie der Quantenfeldtheorie, der {\displaystyle \phi ^{4}}-Theorie. Sie war Teil einer durch David Broadhurst und Dirk Kreimer entwickelten Theorie der mathematischen Eigenschaften von Feynmangraphen aus der störungstheoretischen Behandlung von Quantenfeldtheorien. Kontsevich vermutete, dass die Funktion, die die Anzahl der Punkte der zum Feynmangraph gehörigen Hyperfläche über endlichen Körpern {\displaystyle \mathbb {F} _{q}} (mit {\displaystyle q=p^{n}}, p prim) angibt, ein Polynom in q ist. Die Vermutung war numerisch gut bestätigt (und sie ist für Feynmangraphen niedriger Ordnung zutreffend) und die Widerlegung war damals eine Überraschung.
Er erweiterte das Konzept der essentiellen Dimension von Zinovy Reichstein und Joe Buhler in der Algebra im Rahmen der Theorie algebraischer Stacks und wandte das zum Beispiel mit Reichstein und Angelo Vistoli auf quadratische Formen an. Sie bewiesen, dass die essentielle Dimension der Spinor-Gruppe quadratischer Formen mit trivialer Diskriminante und Hasse-Witt-Invariante exponentiell wächst und die Theorie dieser Formen damit reichhaltiger war, als zuvor angenommen.
Mit Gregory J. Pearlstein bewies er die Endlichkeit der Anzahl der Nullstellen nicht-trivialer zulässiger normaler Funktionen auf Kurven. Diese spielen eine Rolle im Rahmen eines Programms, das als Fernziel den Beweis der Hodge-Vermutung (eines der Millennium-Probleme) hat.
2009 erhielt er den Coxeter-James-Preis.